# Streichmaß

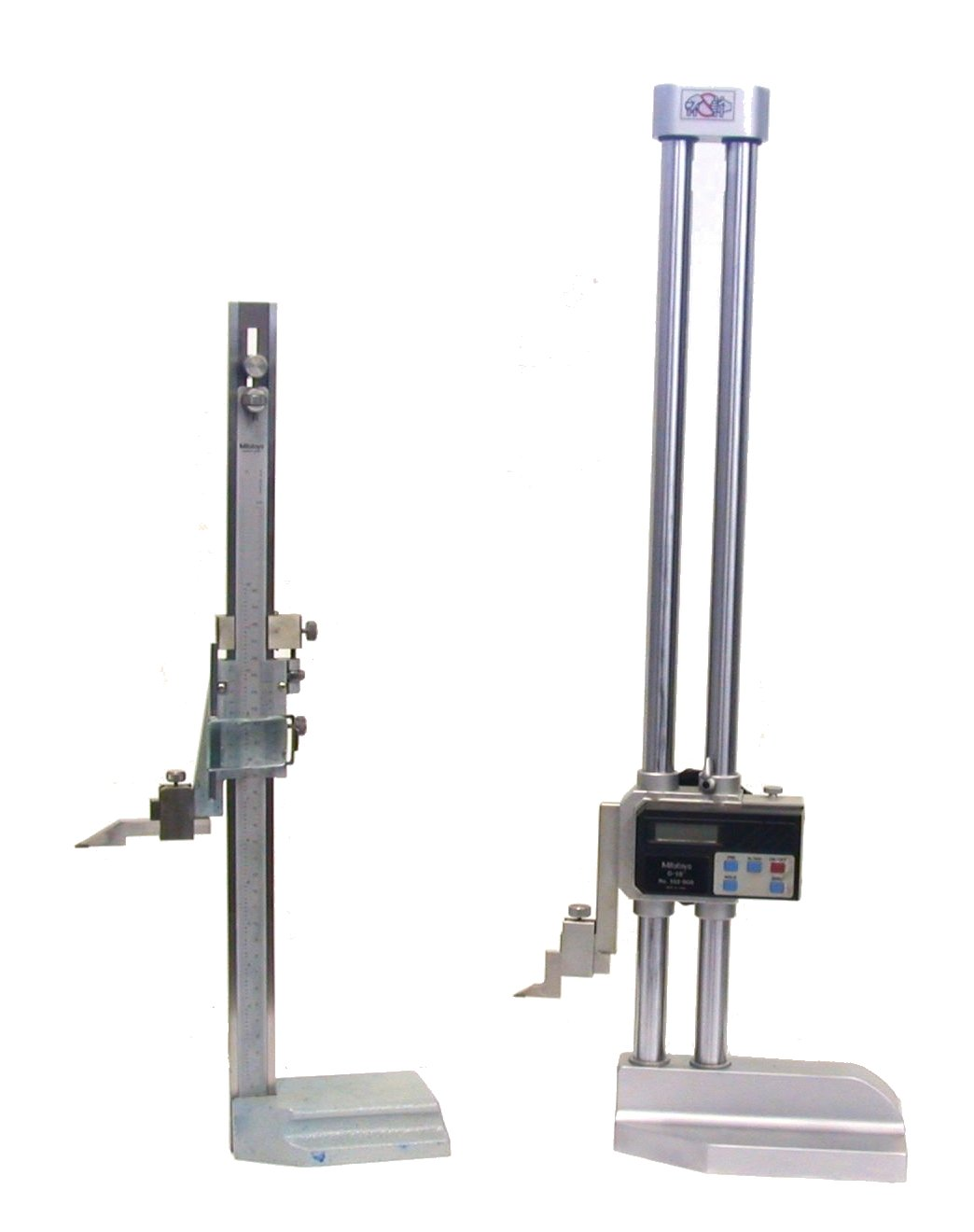
Reißmaß für Stahl (Maschinenbau)

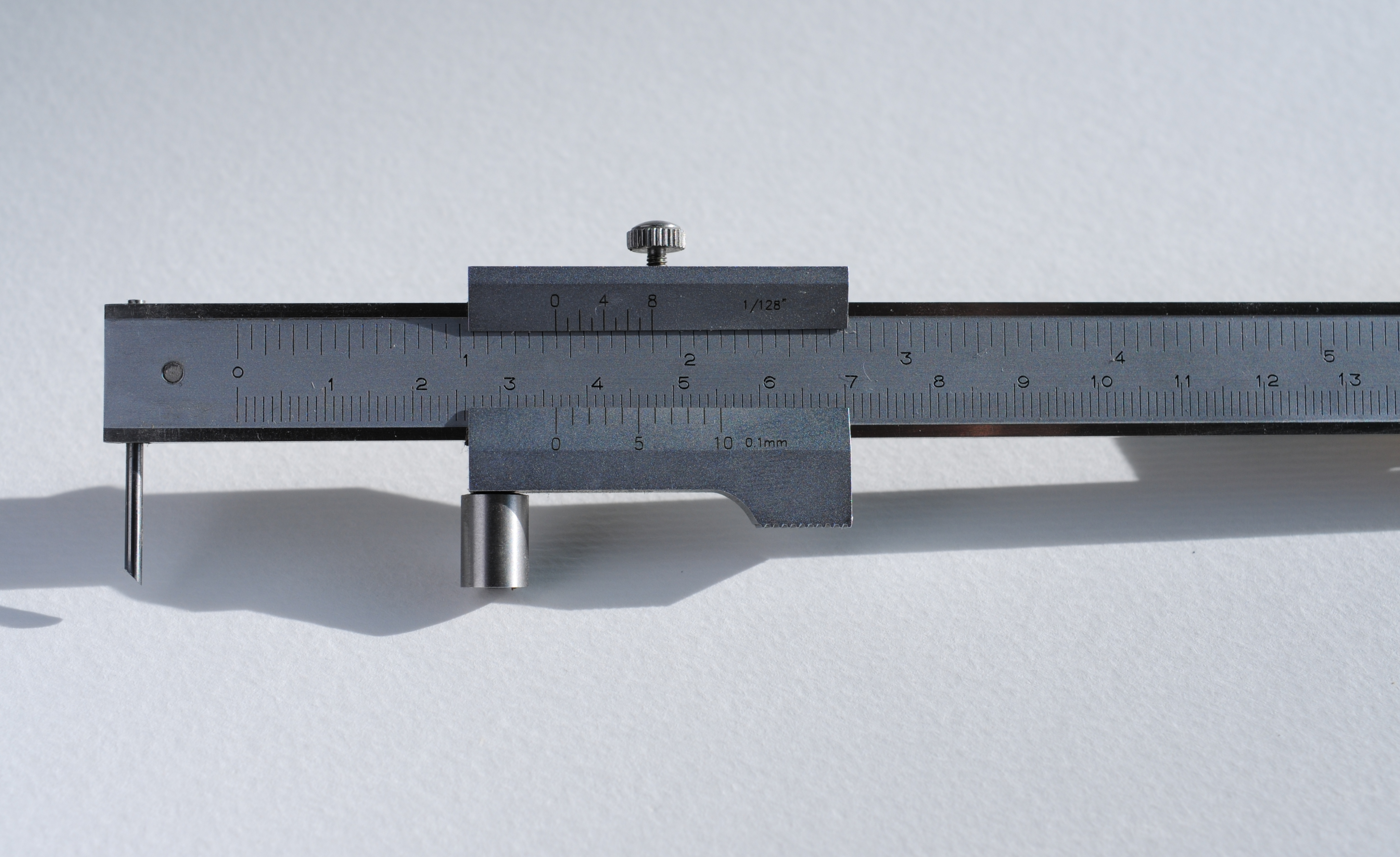
Streichmaß mit Nonius

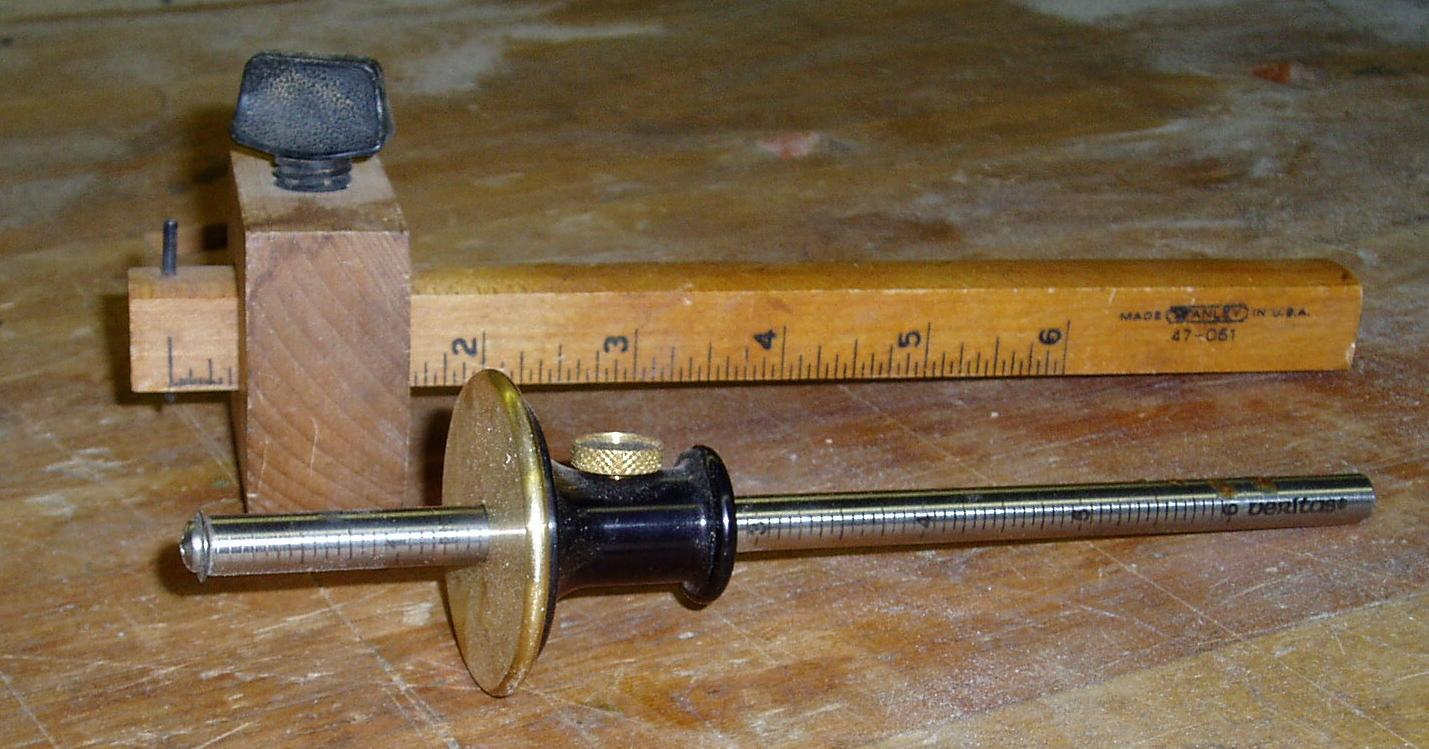
Streichmaße in der Tischlerei

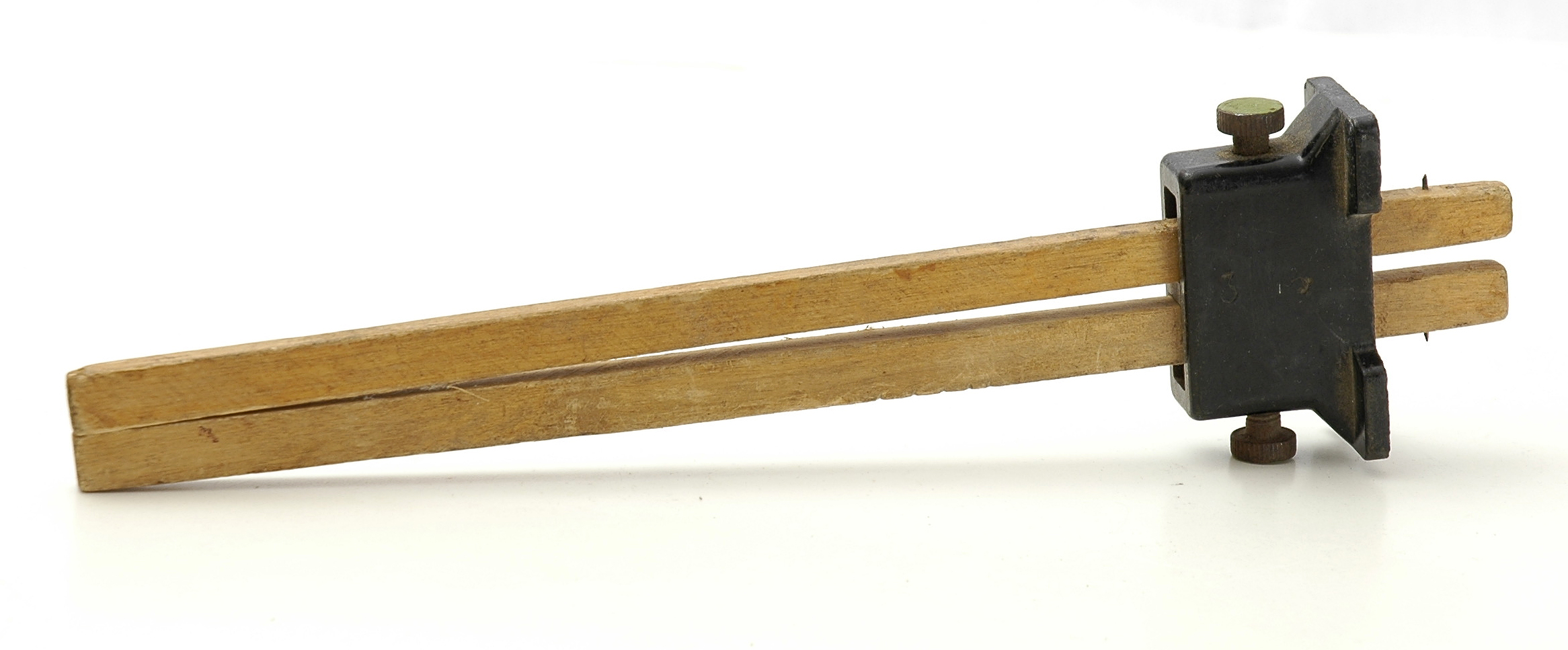
Doppelseitig zu verwendendes Streichmaß des Tischlers

Das Streichmaß, in Teilen Süddeutschlands auch Reißmaß oder Parallelmaß, ist ein Werkzeug um Markierungslinien in vorgegebenem Abstand parallel zu einer bereits bearbeiteten Kante anzuzeichnen beziehungsweise anzureißen. Das Streichmaß besteht aus Anschlag, Schieber und Markierhilfsmittel.
Das Streichmaß gehört zu den grundlegenden Arbeitsmitteln in der Tischlerei, insbesondere auch im Möbelbau.
Das Sujikebiki ist ein japanisches Streichmaß.

## Aufbau und Anwendung
Der Schieber steckt beweglich im Anschlag und wird mit einer Schraube fixiert. Wird diese gelöst, lassen sich Schieber und Anschlag gegeneinander verschieben. Mit Hilfe einer am Schieber angebrachten Skala kann dabei der gewünschte Abstand zwischen Werkstückkante und Markierlinie eingestellt werden.
Beim Anzeichnen bzw. Anreißen wird der Anschlag sanft gegen die Werkstückkante gedrückt und an dieser entlanggezogen. Parallel zur Kante zeichnet oder reißt das am Schieberende befestigte Markierhilfsmittel eine Linie.

## Varianten
Als Markierhilfsmittel dienen Bleistifte, Stahlstifte oder Stahlklingen. Auf manchen Streichmaßen lassen sich Schneidräder montieren. Mit diesen entstehen in Holz auch quer zur Faser saubere Markierungen, da sie das Material nicht reißen. Werden mehrere Schneidräder montiert, können gleichzeitig parallele Linien in unterschiedlichen Abständen aufgebracht werden.
Ein aufsteckbarer Kurvenanschlag erleichtert das genaue Entlangführen des Streichmaßes an gerundeten Kanten.
Im Stahl- und Maschinenbau sind flache Streichmaße aus Werkzeugstahl mit gehärteter Reißnadel sowie Nonius am Anschlag üblich.